# Petronius Platform
Petronius Platform – platforma wydobywcza w Zatoce Meksykańskiej, ok. 210 km na południowy wschód od Nowego Orleanu. Jest własnością Chevron Corporation i Marathon Oil. 
Jest to spornie najwyższa wolno stojąca budowla na świecie (najwyższa budowla stojąca na stałym gruncie to Burj Khalifa w Dubaju). Platforma ma wysokość 610 metrów i stoi na głębokości 535 m. Wydobywa dziennie ok. 8 tys. m³ ropy naftowej i ok. 2 mln m³ gazu ziemnego. Została nazwana na cześć Gajusza Petroniusza - starożytnego rzymskiego pisarza. Koszt wybudowania platformy wyniósł ostatecznie 500 mln usd.